# Ischnochiton dorsuosus
Ischnochiton dorsuosus is een keverslakkensoort uit de familie van de Ischnochitonidae. De wetenschappelijke naam van de soort is voor het eerst geldig gepubliceerd in 1886 door Haddon.